# Пънче (микология)
Пънче в микологията се нарича стеблото, поддържащо шапката на гъбата. Както всички тъкани на гъбата (с изключение на химения), пънчето е съставено от стерилна (безплодна) хифна тъкан. В много случаи, обаче, плодовитият химений се разпростира в някаква степен надолу по пънчето.
Еволюционната полза от пънчето вероятно е за улеснение на разпръсването на спори. Повдигнатата гъба по-лесно може да разпръсне спорите си чрез вятъра или чрез преминаващите наоколо животни. Въпреки това, много гъби няма пънчета.
Много често особеностите на пънчето спомагат за идентифицирането на вида на гъбата. Такива особености могат да бъдат текстурата му, дали има остатъци от покривалото, цялостната му големина и форма и дали продължава под земята в кореноподобна структура (коренище).

## Примери
|  |  |  |  |  |  |

| с пръстенче | с пръстенче | с пръстенче | с покривало | с остатъци | с калъфче |